# Beyblade - The Movie
Beyblade - The Movie (爆転シュート ベイブレード THE MOVIE 激闘!!タカオVS大地?, Bakuten Shūto Beiburēdo THE MOVIE gekitō!! Takao VS Daichi) è un film d'animazione del 2002 diretto da Takuo Suzuki.
Pellicola anime basata sulla serie Beyblade, si svolge cronologicamente durante la serie V-Force (tra gli episodi 30 e 33) in quanto si può osservare che i 4 protagonisti possiedono ancora i loro vecchi beyblade (Dragon V2, Dranzer V, Draciel V e Driger V) e non quelli che avranno a fine serie. In Italia è arrivata la versione giapponese, come è possibile vedere dalle scritte dei titoli di testa, rimasti in lingua originale. È stato trasmesso in Italia su Italia 1 il 31 dicembre 2004 e su Hiro il 9 e 15 agosto 2009.

## Trama
I Bladebreakers, insieme ad un ragazzino impertinente di nome Daichi Sumeragi (che apparirà poi nella terza serie dell'anime), dovranno combattere la parte oscura dei loro quattro Bit Power intenti a voler vendicarsi degli anni di prigionia. La chiave della vittoria è Daichi ed il suo Gaia Dragoon.

## Distribuzione

### Edizione italiana

#### Staff del doppiaggio italiano
- Studio di doppiaggio: Merak Film - Milano
- Direzione del doppiaggio: Graziano Galoforo
- Dialoghi italiani: Luisella Sgammeglia, Elisabetta Cesone

#### Sigla italiana
Sia per i titoli di testa che per quelli di coda, in Italia è stata usata la sigla, cantata da Giorgio Vanni, già usata nella trasmissione della seconda e terza serie.